# 松原住宅
松原住宅（まつばらじゅうたく）は、大阪市に位置する住宅地。大正時代に開発された。現在の住所は大阪市東住吉区山坂4丁目であり、今は「松原住宅」とはほとんど呼ばれていない。

## 歴史
大阪住宅経営株式会社（千里山の開発も手がけた）によって1920年（大正9年）に開発された。広さは約1.5万坪。「松原住宅」以外にも、「松原住宅地」「田邊経営地」「鶴ヶ丘経営地」と呼ばれた。なお、当地は江戸時代に開拓された「松原新田」であり、住宅開発当時は東成郡田邊町松原だった。住宅は二戸建てが多かった。
区画割りは当時から変わっておらず、ロータリーも健在である。ほとんどの家が建て替えられているが、現在でも当時の建物がいくつか残っている。

## 道路の名前
住宅内の各道路には名前がつけられ、その名前通りの木が植えられていた。現在は道路の名前は使われておらず、木もごく少数が残っているのみであるものの、銀杏通ではいまでもイチョウがいくつか見られる。
南北道路
- ユーカリ通
- 青桐通
- 銀杏通
- 栴檀通
- 柳通

東西道路
- 桂通
- 鈴掛通
- アカシヤ通
- 百合樹通